# Pere Tomich
Pere Tomich (o Tomic) (... – dopo il 1448) è stato un cronista e cavaliere catalano del XV secolo.

## Biografia
Nativo di Bagà, discendeva da una famiglia originaria di Vic e che in origine era cognomata Alboquer, che stabilitasi nella cittadina facente parte della baronia di Pinós nel XIV secolo, assunse il patronimico Tomich. Il padre era governatore di Bagà e procuratore delle baronie di Pinós e Mataplana. Lo stesso Pere, fu castellano di Aristot, nella Contea d'Urgell, nel 1446-47.
É autore della Histories é conquestes del reyalme d'Aragó e principat de Cathalunya, composta nel 1438 e dedicata a Dalmau de Mur, arcivescovo di Saragozza. L'opera è composta di 47 capitoli: secondo lo schema della cronistoria medievale, si rifà alla creazione del mondo per arrivare al regno di Alfonso V d'Aragona. In alcuni manoscritti la cronica è continuata da altro compilatore fino al regno di Giovanni II. Una copia manoscritta appartenne all'italiano Anton Maria Salvini, che la segnò di alcune note. 
L'opera del Tomich fu per la prima volta stampata a Barcellona nel 1495, ritoccata e continuata, ripubblicata nel 1519 e nel 1534 (in cui raggiunge il 1516) e, in versione moderna, nel 1886. Nel 1719, fu tradotta dal catalano nelle lingue spagnola e italiana.